# NHL 2007/2008
Sezóna 2007/2008 byla 90. sezonou NHL. Vítězem Stanley Cupu se stal tým Detroit Red Wings.

## Základní část

### Východní konference
| Tým                 | Z  | V  | P  | PP | VG  | OG  | B   |
| ------------------- | -- | -- | -- | -- | --- | --- | --- |
| Montreal Canadiens  | 82 | 47 | 25 | 10 | 262 | 222 | 104 |
| Pittsburgh Penguins | 82 | 47 | 27 | 8  | 247 | 216 | 102 |
| Washington Capitals | 82 | 43 | 31 | 8  | 242 | 231 | 94  |
| New Jersey Devils   | 82 | 46 | 29 | 7  | 206 | 197 | 99  |
| New York Rangers    | 82 | 42 | 27 | 13 | 213 | 199 | 97  |
| Philadelphia Flyers | 82 | 42 | 29 | 11 | 248 | 233 | 95  |
| Ottawa Senators     | 82 | 43 | 31 | 8  | 261 | 247 | 94  |
| Boston Bruins       | 82 | 41 | 29 | 12 | 212 | 222 | 94  |
| Carolina Hurricanes | 82 | 43 | 33 | 6  | 252 | 249 | 92  |
| Buffalo Sabres      | 82 | 39 | 31 | 12 | 255 | 242 | 90  |
| Florida Panthers    | 82 | 38 | 35 | 9  | 216 | 226 | 85  |
| Toronto Maple Leafs | 82 | 36 | 35 | 11 | 231 | 260 | 83  |
| New York Islanders  | 82 | 35 | 38 | 9  | 194 | 243 | 79  |
| Atlanta Thrashers   | 82 | 34 | 40 | 8  | 216 | 272 | 76  |
| Tampa Bay Lightning | 82 | 31 | 42 | 9  | 223 | 267 | 71  |

### Západní konference
| Tým                   | Z  | V  | P  | PP | VG  | OG  | B   |
| --------------------- | -- | -- | -- | -- | --- | --- | --- |
| Detroit Red Wings     | 82 | 54 | 21 | 7  | 257 | 184 | 115 |
| San Jose Sharks       | 82 | 49 | 23 | 10 | 222 | 193 | 108 |
| Minnesota Wild        | 82 | 44 | 28 | 10 | 223 | 218 | 98  |
| Anaheim Ducks         | 82 | 47 | 27 | 8  | 205 | 191 | 102 |
| Dallas Stars          | 82 | 45 | 30 | 7  | 242 | 207 | 97  |
| Colorado Avalanche    | 82 | 44 | 31 | 7  | 231 | 219 | 95  |
| Calgary Flames        | 82 | 42 | 30 | 10 | 229 | 227 | 94  |
| Nashville Predators   | 82 | 41 | 32 | 9  | 230 | 229 | 91  |
| Edmonton Oilers       | 82 | 41 | 35 | 6  | 235 | 251 | 88  |
| Chicago Blackhawks    | 82 | 40 | 34 | 8  | 239 | 235 | 88  |
| Vancouver Canucks     | 82 | 39 | 33 | 10 | 213 | 215 | 88  |
| Phoenix Coyotes       | 82 | 38 | 37 | 7  | 214 | 231 | 83  |
| Columbus Blue Jackets | 82 | 34 | 36 | 12 | 193 | 218 | 80  |
| St. Louis Blues       | 82 | 33 | 36 | 13 | 205 | 237 | 79  |
| Los Angeles Kings     | 82 | 32 | 43 | 7  | 231 | 266 | 71  |

- * Tučně jsou označeni vítězové divizí. Vítězství v divizi automaticky zaručuje jedno z prvních tří míst v konferenci.

## Východní konference
|  | Čtvrtfinále         | Čtvrtfinále         |                     |   | Semifinále | Semifinále |  |  | Finále | Finále |
|  |                     |                     |                     |   |            |            |  |  |        |        |
|  |                     |                     |                     |   |            |            |  |  |        |        |
|  | Montreal Canadiens  | 4                   |                     |   |            |            |  |  |        |        |
|  | Montreal Canadiens  | 4                   |                     |   |            |            |  |  |        |        |
|  | Boston Bruins       | 3                   |                     |   |            |            |  |  |        |        |
|  | Boston Bruins       | 3                   | Montreal Canadiens  | 1 |            |            |  |  |        |        |
|  |                     |                     | Montreal Canadiens  | 1 |            |            |  |  |        |        |
|  |                     | Philadelphia Flyers | 4                   |   |            |            |  |  |        |        |
|  | Washington Capitals | Philadelphia Flyers | 4                   | 3 |            |            |  |  |        |        |
|  | Washington Capitals |                     |                     | 3 |            |            |  |  |        |        |
|  | Philadelphia Flyers | 4                   |                     |   |            |            |  |  |        |        |
|  | Philadelphia Flyers | 4                   | Philadelphia Flyers | 1 |            |            |  |  |        |        |
|  |                     |                     | Philadelphia Flyers | 1 |            |            |  |  |        |        |
|  |                     | Pittsburgh Penguins | 4                   |   |            |            |  |  |        |        |
|  | Pittsburgh Penguins | Pittsburgh Penguins | 4                   | 4 |            |            |  |  |        |        |
|  | Pittsburgh Penguins |                     |                     | 4 |            |            |  |  |        |        |
|  | Ottawa Senators     | 0                   |                     |   |            |            |  |  |        |        |
|  | Ottawa Senators     | 0                   | Pittsburgh Penguins | 4 |            |            |  |  |        |        |
|  |                     |                     | Pittsburgh Penguins | 4 |            |            |  |  |        |        |
|  |                     | New York Rangers    | 1                   |   |            |            |  |  |        |        |
|  | New Jersey Devils   | New York Rangers    | 1                   | 1 |            |            |  |  |        |        |
|  | New Jersey Devils   |                     |                     | 1 |            |            |  |  |        |        |
|  | New York Rangers    | 4                   |                     |   |            |            |  |  |        |        |
|  | New York Rangers    | 4                   |                     |   |            |            |  |  |        |        |

### Čtvrtfinále
| Utkání   | Domácí             |     | Hosté              | Výsledek                     |
| -------- | ------------------ | --- | ------------------ | ---------------------------- |
| 1 utkání | Montreal Canadiens | --- | Boston Bruins      | 4:1 (2:1, 1:0, 1:0)          |
| 2 utkání | Montreal Canadiens | --- | Boston Bruins      | 3:2 pp (1:0, 1:0, 0:2 - 1:0) |
| 3 utkání | Boston Bruins      | --- | Montreal Canadiens | 2:1 pp (1:0, 0:1, 0:0 - 1:0) |
| 4 utkání | Boston Bruins      | --- | Montreal Canadiens | 0:1 (0:0, 0:1, 0:0)          |
| 5 utkání | Montreal Canadiens | --- | Boston Bruins      | 1:5 (1:0, 0:1, 0:4)          |
| 6 utkání | Boston Bruins      | --- | Montreal Canadiens | 5:4 (0:1, 1:1, 4:2)          |
| 7 utkání | Montreal Canadiens | --- | Boston Bruins      | 5:0 (1:0, 2:0, 2:0)          |

| Utkání   | Domácí              |     | Hosté               | Výsledek            |
| -------- | ------------------- | --- | ------------------- | ------------------- |
| 1 utkání | Pittsburgh Penguins | --- | Ottawa Senators     | 4:0 (2:0, 0:0, 2:0) |
| 2 utkání | Pittsburgh Penguins | --- | Ottawa Senators     | 5:3 (1:0, 2:2, 2:1) |
| 3 utkání | Ottawa Senators     | --- | Pittsburgh Penguins | 1:4 (0:0, 1:1, 0:3) |
| 4 utkání | Ottawa Senators     | --- | Pittsburgh Penguins | 1:3 (0:0, 1:2, 0:1) |

| Utkání   | Domácí              |     | Hosté               | Výsledek                          |
| -------- | ------------------- | --- | ------------------- | --------------------------------- |
| 1 utkání | Washington Capitals | --- | Philadelphia Flyers | 5:4 (1:1, 1:3, 3:0)               |
| 2 utkání | Washington Capitals | --- | Philadelphia Flyers | 0:2 (0:2, 0:0, 0:0)               |
| 3 utkání | Philadelphia Flyers | --- | Washington Capitals | 6:3 (3:1, 1:1, 2:1)               |
| 4 utkání | Philadelphia Flyers | --- | Washington Capitals | 4:3 pp (2:2, 0:1, 1:0 - 0:0, 1:0) |
| 5 utkání | Washington Capitals | --- | Philadelphia Flyers | 3:2 (1:0, 1:1, 1:1)               |
| 6 utkání | Philadelphia Flyers | --- | Washington Capitals | 2:4 (1:0, 1:2, 0:2)               |
| 7 utkání | Washington Capitals | --- | Philadelphia Flyers | 2:3 pp (1:1, 1:1, 0:0 - 0:1)      |

| Utkání   | Domácí            |     | Hosté             | Výsledek                     |
| -------- | ----------------- | --- | ----------------- | ---------------------------- |
| 1 utkání | New Jersey Devils | --- | New York Rangers  | 1:4 (0:0, 1:1, 0:3)          |
| 2 utkání | New Jersey Devils | --- | New York Rangers  | 1:2 (0:0, 0:0, 1:2)          |
| 3 utkání | New York Rangers  | --- | New Jersey Devils | 3:4 pp (1:1, 1:2, 1:0 - 0:1) |
| 4 utkání | New York Rangers  | --- | New Jersey Devils | 5:3 (1:0, 2:2, 2:1)          |
| 5 utkání | New Jersey Devils | --- | New York Rangers  | 3:5 (1:3, 2:1, 0:1)          |

### Semifinále
| Utkání   | Domácí              |     | Hosté               | Výsledek                     |
| -------- | ------------------- | --- | ------------------- | ---------------------------- |
| 1 utkání | Montreal Canadiens  | --- | Philadelphia Flyers | 4:3 pp (0:2, 2:0, 1:1 - 1:0) |
| 2 utkání | Montreal Canadiens  | --- | Philadelphia Flyers | 2:4 (1:2, 0:1, 1:1)          |
| 3 utkání | Philadelphia Flyers | --- | Montreal Canadiens  | 3:2 (0:0, 3:0, 0:2)          |
| 4 utkání | Philadelphia Flyers | --- | Montreal Canadiens  | 4:2 (0:0, 1:0, 3:2)          |
| 5 utkání | Montreal Canadiens  | --- | Philadelphia Flyers | 4:6 (2:1, 1:3, 1:2)          |

| Utkání   | Domácí              |     | Hosté               | Výsledek                     |
| -------- | ------------------- | --- | ------------------- | ---------------------------- |
| 1 utkání | Pittsburgh Penguins | --- | New York Rangers    | 5:4 (0:1, 2:2, 3:1)          |
| 2 utkání | Pittsburgh Penguins | --- | New York Rangers    | 2:0 (0:0, 1:0, 1:0)          |
| 3 utkání | New York Rangers    | --- | Pittsburgh Penguins | 3:5 (1:3, 2:1, 0:1)          |
| 4 utkání | New York Rangers    | --- | Pittsburgh Penguins | 3:0 (0:0, 1:0, 2:0)          |
| 5 utkání | Pittsburgh Penguins | --- | New York Rangers    | 3:2 pp (0:0, 2:0, 0:2 - 1:0) |

### Finále konference
| Utkání   | Domácí              |     | Hosté               | Výsledek            |
| -------- | ------------------- | --- | ------------------- | ------------------- |
| 1 utkání | Pittsburgh Penguins | --- | Philadelphia Flyers | 4:2 (3:2, 1:0, 0:0) |
| 2 utkání | Pittsburgh Penguins | --- | Philadelphia Flyers | 4:2 (1:0, 1:2, 2:0) |
| 3 utkání | Philadelphia Flyers | --- | Pittsburgh Penguins | 1:4 (1:2, 0:0, 0:2) |
| 4 utkání | Philadelphia Flyers | --- | Pittsburgh Penguins | 4:2 (3:0, 0:0, 1:2) |
| 5 utkání | Pittsburgh Penguins | --- | Philadelphia Flyers | 6:0 (2:0, 3:0, 1:0) |

## Západní konference
|  | Čtvrtfinále         | Čtvrtfinále        |                   |   | Semifinále | Semifinále |  |  | Finále | Finále |
|  |                     |                    |                   |   |            |            |  |  |        |        |
|  |                     |                    |                   |   |            |            |  |  |        |        |
|  | Detroit Red Wings   | 4                  |                   |   |            |            |  |  |        |        |
|  | Detroit Red Wings   | 4                  |                   |   |            |            |  |  |        |        |
|  | Nashville Predators | 2                  |                   |   |            |            |  |  |        |        |
|  | Nashville Predators | 2                  | Detroit Red Wings | 4 |            |            |  |  |        |        |
|  |                     |                    | Detroit Red Wings | 4 |            |            |  |  |        |        |
|  |                     | Colorado Avalanche | 0                 |   |            |            |  |  |        |        |
|  | Minnesota Wild      | Colorado Avalanche | 0                 | 2 |            |            |  |  |        |        |
|  | Minnesota Wild      |                    |                   | 2 |            |            |  |  |        |        |
|  | Colorado Avalanche  | 4                  |                   |   |            |            |  |  |        |        |
|  | Colorado Avalanche  | 4                  | Detroit Red Wings | 4 |            |            |  |  |        |        |
|  |                     |                    | Detroit Red Wings | 4 |            |            |  |  |        |        |
|  |                     | Dallas Stars       | 2                 |   |            |            |  |  |        |        |
|  | San Jose Sharks     | Dallas Stars       | 2                 | 4 |            |            |  |  |        |        |
|  | San Jose Sharks     |                    |                   | 4 |            |            |  |  |        |        |
|  | Calgary Flames      | 3                  |                   |   |            |            |  |  |        |        |
|  | Calgary Flames      | 3                  | San Jose Sharks   | 2 |            |            |  |  |        |        |
|  |                     |                    | San Jose Sharks   | 2 |            |            |  |  |        |        |
|  |                     | Dallas Stars       | 4                 |   |            |            |  |  |        |        |
|  | Anaheim Ducks       | Dallas Stars       | 4                 | 2 |            |            |  |  |        |        |
|  | Anaheim Ducks       |                    |                   | 2 |            |            |  |  |        |        |
|  | Dallas Stars        | 4                  |                   |   |            |            |  |  |        |        |
|  | Dallas Stars        | 4                  |                   |   |            |            |  |  |        |        |

### Čtvrtfinále
| Utkání   | Domácí              |     | Hosté               | Výsledek                     |
| -------- | ------------------- | --- | ------------------- | ---------------------------- |
| 1 utkání | Detroit Red Wings   | --- | Nashville Predators | 3:1 (1:0, 0:1, 2:0)          |
| 2 utkání | Detroit Red Wings   | --- | Nashville Predators | 4:2 (1:0, 2:2, 1:0)          |
| 3 utkání | Nashville Predators | --- | Detroit Red Wings   | 5:3 (0:1, 2:1, 3:1)          |
| 4 utkání | Nashville Predators | --- | Detroit Red Wings   | 3:2 (2:0, 1:1, 0:1)          |
| 5 utkání | Detroit Red Wings   | --- | Nashville Predators | 2:1 pp (1:0, 0:0, 0:1 - 1:0) |
| 6 utkání | Nashville Predators | --- | Detroit Red Wings   | 0:3 (0:0, 0:1, 0:2)          |

| Utkání   | Domácí          |     | Hosté           | Výsledek            |
| -------- | --------------- | --- | --------------- | ------------------- |
| 1 utkání | San Jose Sharks | --- | Calgary Flames  | 2:3 (1:2, 0:1, 1:0) |
| 2 utkání | San Jose Sharks | --- | Calgary Flames  | 2:0 (0:0, 2:0, 0:0) |
| 3 utkání | Calgary Flames  | --- | San Jose Sharks | 4:3 (1:3, 1:0, 2:0) |
| 4 utkání | Calgary Flames  | --- | San Jose Sharks | 2:3 (1:0, 1:1, 0:2) |
| 5 utkání | San Jose Sharks | --- | Calgary Flames  | 4:3 (0:0, 2:1, 2:2) |
| 6 utkání | Calgary Flames  | --- | San Jose Sharks | 2:0 (1:0, 1:0, 0:0) |
| 7 utkání | San Jose Sharks | --- | Calgary Flames  | 5:3 (1:1, 4:1, 0:1) |

| Utkání   | Domácí             |     | Hosté              | Výsledek                     |
| -------- | ------------------ | --- | ------------------ | ---------------------------- |
| 1 utkání | Minnesota Wild     | --- | Colorado Avalanche | 2:3 pp (0:0, 0:2, 2:0 - 0:1) |
| 2 utkání | Minnesota Wild     | --- | Colorado Avalanche | 3:2 pp (0:1, 0:0, 2:1 - 1:0) |
| 3 utkání | Colorado Avalanche | --- | Minnesota Wild     | 2:3 pp (1:0, 0:0, 1:2 - 0:1) |
| 4 utkání | Colorado Avalanche | --- | Minnesota Wild     | 5:1 (3:0, 2:0, 0:1)          |
| 5 utkání | Minnesota Wild     | --- | Colorado Avalanche | 2:3 (1:1, 0:0, 1:2)          |
| 6 utkání | Colorado Avalanche | --- | Minnesota Wild     | 2:1 (1:0, 1:1, 0:0)          |

| Utkání   | Domácí        |     | Hosté         | Výsledek            |
| -------- | ------------- | --- | ------------- | ------------------- |
| 1 utkání | Anaheim Ducks | --- | Dallas Stars  | 0:4 (0:2, 0:2, 0:0) |
| 2 utkání | Anaheim Ducks | --- | Dallas Stars  | 2:5 (0:1, 2:1, 0:3) |
| 3 utkání | Dallas Stars  | --- | Anaheim Ducks | 2:4 (0:3, 0:1, 2:0) |
| 4 utkání | Dallas Stars  | --- | Anaheim Ducks | 3:1 (1:0, 0:0, 2:1) |
| 5 utkání | Anaheim Ducks | --- | Dallas Stars  | 5:2 (1:1, 1:0, 3:1) |
| 6 utkání | Dallas Stars  | --- | Anaheim Ducks | 4:1 (0:0, 0:1, 4:0) |

### Semifinále
| Utkání   | Domácí             |     | Hosté              | Výsledek            |
| -------- | ------------------ | --- | ------------------ | ------------------- |
| 1 utkání | Detroit Red Wings  | --- | Colorado Avalanche | 4:3 (3:1, 1:2, 0:0) |
| 2 utkání | Detroit Red Wings  | --- | Colorado Avalanche | 5:1 (1:0, 3:0, 1:1) |
| 3 utkání | Colorado Avalanche | --- | Detroit Red Wings  | 3:4 (1:2, 1:2, 1:0) |
| 4 utkání | Colorado Avalanche | --- | Detroit Red Wings  | 2:8 (1:3, 0:4, 1:1) |

| Utkání   | Domácí          |     | Hosté           | Výsledek                                    |
| -------- | --------------- | --- | --------------- | ------------------------------------------- |
| 1 utkání | San Jose Sharks | --- | Dallas Stars    | 2:3 pp (0:0, 1:2, 1:0 - 0:1)                |
| 2 utkání | San Jose Sharks | --- | Dallas Stars    | 2:5 (1:1, 1:0, 0:4)                         |
| 3 utkání | Dallas Stars    | --- | San Jose Sharks | 2:1 pp (0:1, 0:0, 1:0 - 1:0)                |
| 4 utkání | Dallas Stars    | --- | San Jose Sharks | 1:2 (0:0, 1:1, 0:1)                         |
| 5 utkání | San Jose Sharks | --- | Dallas Stars    | 3:2 pp (0:0, 0:2, 2:0 - 1:0)                |
| 6 utkání | Dallas Stars    | --- | San Jose Sharks | 2:1 pp (0:0, 1:0, 0:1 - 0:0, 0:0, 0:0, 1:0) |

### Finále konference
| Utkání   | Domácí            |     | Hosté             | Výsledek            |
| -------- | ----------------- | --- | ----------------- | ------------------- |
| 1 utkání | Detroit Red Wings | --- | Dallas Stars      | 4:1 (2:0, 2:1, 0:0) |
| 2 utkání | Detroit Red Wings | --- | Dallas Stars      | 2:1 (2:1, 0:0, 0:0) |
| 3 utkání | Dallas Stars      | --- | Detroit Red Wings | 2:5 (1:2, 1:1, 0:2) |
| 4 utkání | Dallas Stars      | --- | Detroit Red Wings | 3:1 (0:0, 1:0, 2:1) |
| 5 utkání | Detroit Red Wings | --- | Dallas Stars      | 1:2 (1:1, 0:1, 0:0) |
| 6 utkání | Dallas Stars      | --- | Detroit Red Wings | 1:4 (0:3, 0:1, 1:0) |

## Finále Stanley Cupu
| Utkání   | Domácí              |     | Hosté               | Výsledek                              |
| -------- | ------------------- | --- | ------------------- | ------------------------------------- |
| 1 utkání | Detroit Red Wings   | --- | Pittsburgh Penguins | 4:0 (0:0, 1:0, 3:0)                   |
| 2 utkání | Detroit Red Wings   | --- | Pittsburgh Penguins | 3:0 (2:0, 0:0, 1:0)                   |
| 3 utkání | Pittsburgh Penguins | --- | Detroit Red Wings   | 3:2 (1:0, 1:1, 1:1)                   |
| 4 utkání | Pittsburgh Penguins | --- | Detroit Red Wings   | 1:2 (1:1, 0:0, 0:1)                   |
| 5 utkání | Detroit Red Wings   | --- | Pittsburgh Penguins | 3:4pp (0:2, 1:0, 2:1 - 0:0, 0:0, 0:1) |
| 6 utkání | Pittsburgh Penguins | --- | Detroit Red Wings   | 2:3 (0:1, 1:1, 1:1)                   |

## Ocenění
| Presidents' Trophy: Detroit Red Wings                                          |
| Prince of Wales Trophy: Pittsburgh Penguins                                    |
| Clarence S. Campbell Bowl: Detroit Red Wings                                   |
| Art Ross Trophy: Alexandr Ovečkin, Washington Capitals                         |
| Bill Masterton Memorial Trophy: Jason Blake, Toronto Maple Leafs               |
| Calder Memorial Trophy: Patrick Kane, Chicago Blackhawks                       |
| Conn Smythe Trophy: Henrik Zetterberg, Detroit Red Wings                       |
| Frank J. Selke Trophy: Pavel Dacjuk, Detroit Red Wings                         |
| Hart Memorial Trophy: Alexandr Ovečkin, Washington Capitals                    |
| Jack Adams Award: Bruce Boudreau, Washington Capitals                          |
| James Norris Memorial Trophy: Nicklas Lidström, Detroit Red Wings              |
| King Clancy Memorial Trophy: Vincent Lecavalier, Tampa Bay Lightning           |
| Lady Byng Memorial Trophy: Pavel Dacjuk, Detroit Red Wings                     |
| Ted Lindsay Award: Alexandr Ovečkin, Washington Capitals                       |
| Maurice Richard Trophy: Alexandr Ovečkin, Washington Capitals                  |
| NHL Plus/Minus Award: Pavel Dacjuk, Detroit Red Wings                          |
| Roger Crozier Saving Grace Award: Dan Ellis, Nashville Predators               |
| Vezina Trophy: Martin Brodeur, New Jersey Devils                               |
| William M. Jennings Trophy: Dominik Hašek a Chris Osgood, Detroit Red Wings    |
| Lester Patrick Trophy: Brian Burke, Phil Housley, Ted Lindsay, Bob Naegele Jr. |
| NHL Lifetime Achievement Award: Gordie Howe                                    |

## All-Star týmy

### 1. All-Star tým
- Útočníci - Alexandr Ovečkin (Washington Capitals), Jevgenij Malkin (Pittsburgh Penguins), Jarome Iginla (Calgary Flames)
- Obránci - Nicklas Lidström (Detroit Red Wings), Dion Phaneuf (Calgary Flames)
- Brankář - Jevgenij Nabokov (San Jose Sharks)

### 2. All-Star tým
- Útočníci - Henrik Zetterberg (Detroit Red Wings), Joe Thornton (San Jose Sharks), Alexej Kovaljov (Montreal Canadiens)
- Obránci - Brian Campbell (Buffalo Sabres/San Jose Sharks), Zdeno Chára (Boston Bruins)
- Brankář - Martin Brodeur (New Jersey Devils)

### NHL All-Rookie Team
- Útočníci - Nicklas Bäckström (Washington Capitals), Patrick Kane (Chicago Blackhawks), Jonathan Toews (Chicago Blackhawks)
- Obránci - Tobias Enström (Atlanta Thrashers), Tom Gilbert (Edmonton Oilers)
- Brankář - Carey Price (Montreal Canadiens)

## Individuální statistiky

### Produktivita v základní části
Řazeno podle počtu kanadských bodů, kritériem na druhém místě je počet vstřelených gólů
| Hráč               | Klub                | Utkání | Góly | Asistence | Body | +/- | TM |
| ------------------ | ------------------- | ------ | ---- | --------- | ---- | --- | -- |
| Alexandr Ovečkin   | Washington Capitals | 82     | 65   | 47        | 112  | +28 | 40 |
| Jevgenij Malkin    | Pittsburgh Penguins | 82     | 47   | 59        | 106  | +16 | 78 |
| Jarome Iginla      | Calgary Flames      | 82     | 50   | 48        | 98   | +27 | 83 |
| Pavel Dacjuk       | Detroit Red Wings   | 82     | 31   | 66        | 97   | +41 | 20 |
| Joe Thornton       | San Jose Sharks     | 82     | 29   | 67        | 96   | +18 | 59 |
| Henrik Zetterberg  | Detroit Red Wings   | 75     | 43   | 49        | 92   | +30 | 34 |
| Vincent Lecavalier | Tampa Bay Lightning | 81     | 40   | 52        | 92   | -17 | 89 |
| Jason Spezza       | Ottawa Senators     | 76     | 34   | 58        | 92   | +26 | 66 |
| Daniel Alfredsson  | Ottawa Senators     | 70     | 40   | 49        | 89   | +15 | 34 |
| Ilja Kovalčuk      | Atlanta Thrashers   | 79     | 52   | 35        | 87   | -12 | 52 |

### Statistiky brankářů
Řazeno podle gólového průměru na utkání
| Hráč                   | Klub              | Utkání | Min   | V  | P  | P/prodl | GA  | SO | % úsp. | Gól. prům. |
| ---------------------- | ----------------- | ------ | ----- | -- | -- | ------- | --- | -- | ------ | ---------- |
| Chris Osgood           | Detroit Red Wings | 43     | 2,409 | 27 | 9  | 4       | 84  | 4  | .914   | 2.09       |
| Dominik Hašek          | Detroit Red Wings | 41     | 2,350 | 27 | 10 | 3       | 84  | 5  | .902   | 2.14       |
| Jean-Sébastien Giguère | Anaheim Ducks     | 58     | 3,310 | 35 | 17 | 6       | 117 | 4  | .922   | 2.12       |
| Martin Brodeur         | New Jersey Devils | 77     | 4,635 | 44 | 27 | 6       | 168 | 4  | .920   | 2.17       |
| Jevgenij Nabokov       | San Jose Sharks   | 77     | 4,560 | 46 | 21 | 8       | 163 | 6  | .910   | 2.14       |

Legenda 

Min - odchytané minuty 

V - vítězství 

P- porážky 

P/prodl - porážky v prodloužení či nastavení 

GA - obdržené branky 

SO - utkání bez obdržení branky (shotout) 

% úsp. - procento úspěšnosti zákroků 

Gól. prům. - gólový průměr na utkání 